# Frans Verpoorten
Franciscus Hendricus (Frans) Verpoorten (Haarlem, 5 januari 1924 - Zwanenburg, 27 juni 1997) was een Nederlands schilder, beeldhouwer en graficus.

## Leven en werk
Hij was zoon van Sara Blankwater en bouwkundig opzichter Franciscus Hendrik Verpoorten. Zelf trouwde hij met textielkunstenaar Emma Maria Florence (Emmy) Arts (1918-2006).
Verpoorten kreeg zijn opleiding in de tweede helft van de jaren veertig aan de academies van Antwerpen en Haarlem, waar hij onder meer leerling was van Henri Boot en Kees Verwey. 
Hij wordt gerekend tot de 'Haarlemse Vijftigers', samen met onder anderen Poppe Damave, Anton Heyboer en Kees Okx. Verpoorten maakte in de periode 1951-1956 reizen naar België, Frankrijk, Spanje en Portugal, waar hij zich met name door de zee liet inspireren. Als autodidactische beeldhouwer assembleerde hij vanaf ca. 1960 statische en kinetische beelden, die wat vormgeving betreft het midden houden tussen het werk van Shinkichi Tajiri en Jean Tinguely. 
Vanaf eind jaren zeventig richtte hij zich weer meer op grafiek, met als voornaamste inspiratiebron het Noord-Afrikaanse (kust)landschap. Het echtpaar verbleef daar ook regelmatig. 
Veel werk van Verpoorten bevindt zich in diverse aan de overheid gerelateerde collecties. In het kader van de BKR-regeling is er in de periode 1955-1986 met regelmaat werk van hem aangekocht. Daarnaast bevindt zich werk van hem in de collecties van het Frans Hals Museum, het Stedelijk Museum (Amsterdam) en het Centraal Museum. 
Frans Verpoorten was de vader van fotograaf Frans Verpoorten jr.
- Biografisch Portaal: 08331123
- Gemeinsame Normdatei: 1038350824
- International Standard Name Identifier: 0000 0003 8845 3719
- Nederlandse Thesaurus van Auteursnamen: 069533059
- RKD-Nederlands Instituut voor Kunstgeschiedenis: 80595
- Virtual International Authority File: 281681421
- WorldCat: E39PBJwCXg7QBHhfYWxfF73xXd